# Zdunowo (Pisz)

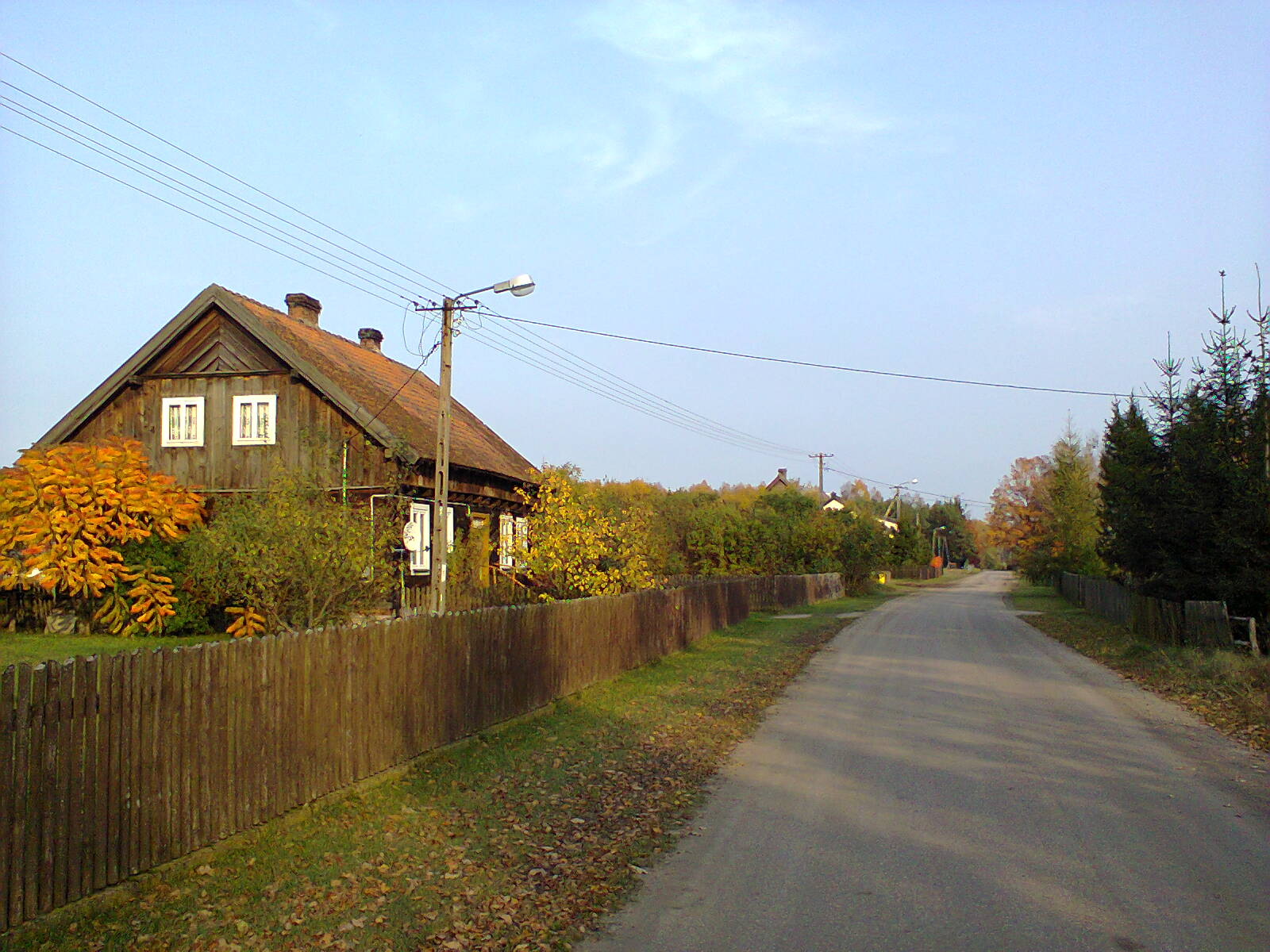
Straße in Zdunowo

Zdunowo (deutsch Sdunowen, 1938 bis 1945 Sadunen) ist ein Dorf in der polnischen Woiwodschaft Ermland-Masuren und gehört zur Gmina Pisz (Johannisburg) im Powiat Piski (Kreis Johannisburg).

## Geographische Lage
Zdunowo liegt im östlichen Süden der Woiwodschaft Ermland-Masuren, 17 Kilometer südwestlich der Kreisstadt Pisz (deutsch Johannisburg).

## Geschichte
Im Jahre 1709 wurde das nach 1820 Zdunowen und bis 1938 Sdunowen genannte Dorf als Schatullsiedlung gegründet. Zwischen 1874 und 1945 war es in den Amtsbezirk Kullik (polnisch Kulik) eingegliedert. 
Zur Landgemeinde Sdunowen gehörte auch der  mehrere Häuser umfassende Wohnplatz Zielonigrund.
356 Einwohner waren 1910 in Sdunowen gemeldet, 1933 waren es 355. Am 3. Juni (amtlich bestätigt am 16. Juli) 1938 wurde Sdunowen aus politisch-ideologischen Gründen der Abwehr fremdländisch klingender Ortsnamen in „Sadunen“ umbenannt. Die Einwohnerzahl belief sich im Jahre 1939 auf 341.
Bis 1945 lag das Dorf an der Grenze zu Polen. In Folge des Zweiten Weltkriegs kam es 1945 mit dem gesamten südlichen Ostpreußen zu Polen und erhielt die polnische Namensform „Zdunowo“. Heute ist es Sitz eines Schulzenamtes (polnisch Sołectwo) und somit eine Ortschaft im Verbund der Stadt- und Landgemeinde Pisz (Johannisburg) im Powiat Piski (Kreis Johannisburg), bis 1998 der Woiwodschaft Suwałki, seither der Woiwodschaft Ermland-Masuren zugehörig. Die Einwohnerzahl belief sich 2011 auf 91.

## Kirche
Sdunowen resp. Sadunen war bis 1945 in die evangelische Kirche Turoscheln (1938 bis 1945 Mittenheide, polnisch Turośl) in der Kirchenprovinz Ostpreußen der Kirche der Altpreußischen Union sowie in die römisch-katholische Kirche Johannisburg im Bistum Ermland eingepfarrt.
Heute gehört Zdunowo katholischerseits zur Pfarrei Turośl im Bistum Ełk der Römisch-katholischen Kirche in Polen. Die evangelischen Einwohner orientieren sich zur Kirchengemeinde in der Kreisstadt Pisz in der Diözese Masuren der Evangelisch-Augsburgischen Kirche in Polen.

## Verkehr
Zdunowo liegt abseits vom Verkehrsgeschehen, ist jedoch von seinen Nachbardörfern Turośl (Turoscheln, 1938 bis 1945 Mittenheide), Zimna (Zymna, 1932 bis 1945 Kaltenfließ) und Uściany Stare (Alt Uszanny, 1905 bis 1945 Grünheide) aus auf Nebenstraßen bzw. Landwegen zu erreichen. Eine Bahnanbindung besteht nicht.